# Avery Brundage
Avery Brundage (Detroit, 1887. szeptember 28. – Garmisch-Partenkirchen, 1975. május 8.) amerikai atléta, sporthivatalnok, műgyűjtő volt. Brundage részt vett az 1912-es olimpián, és az Egyesült Államok legsokoldalúbb atlétájának választották 1914-ben, 1916-ban és 1918-ban. Miután az Amatőr Atlétikai Unió elnöke (AAU) lett, a Nemzetközi Olimpiai Bizottság ötödik elnökeként szolgált 1952 és 1972 között. A profi atléták ellenfeleként és a sportolók között végzett nemi vizsgálatok úttörőjeként, Brundage sok kritikát kapott vitatott döntései, illetve a nők és zsidók sportban való részvételével kapcsolatos kijelentései miatt, amelyeket elsősorban hivatalban töltött ideje korai szakaszában tett az Egyesült Államok Olimpiai Bizottságának elnökeként az 1936-os berlini olimpia idején. A politika és sport keveredésének ellenzőjeként, rendkívüli elismertségre tett szert az 1972-es nyári olimpia nyugodt levezetéséért, a túszdrámát követően.

## Korai évei
Brundage Detroitban született, 6 éves korában Chicagóba költöztek, miután édesapja elhagyta a családot. Az Illinois-i egyetemen építőmérnökként végzett 1909-ben, majd néhány évvel később megalapította a magáról elnevezett vállalatot, amely az építőiparban jeleskedett Chicago környékén 1947-ig. Brundage sokoldalú atléta volt, az 1912-es stockholmi olimpián diszkoszvetésben, ötpróbában és tízpróbában indult, ötpróbában hatodik helyen végzett. Az Egyesült Államok legsokoldalúbb atlétája (national all-around title) címet háromszor nyerte el: 1914-ben, 1916-ban és 1918-ban.

## Sportvezetőként
1928-ban elnöke lett az Amatőr Atlétikai Uniónak (AAU), 1929-ben az Egyesült Államok Olimpiai Bizottságának (USOC), a Nemzetközi Amatőr Atlétikai Szövetségnek (IAAF) pedig alelnöke 1930-ban.

### 1936-os olimpia
Az USOC elnökeként visszautasított minden javaslatot, amely az 1936-os, náci Németország fővárosában rendezendő olimpia bojkottálására vonatkozott, annak ellenére, hogy zsidó sportolókat zártak ki Adolf Hitler és a Harmadik Birodalom elvei miatt. Sőt, Brundage a Nemzetközi Olimpiai Bizottság tagja lett, miután kizárták a szintén amerikai Ernst Lee Jahncke-t, aki arra próbálta ösztönözni a sportolókat, hogy bojkottálják a berlini olimpiát.
A 400 méteres váltófutás döntőjének reggelén, az utolsó pillanatban, az amerikai csapatban szereplő két zsidó származású versenyzőt, Marty Glickman-t és Sam Stollert, Jesse Owens-szel és Ralph Metcalfe-fal helyettesítették. Brundage egy náci szimpatizáns nyomására azért tette ezt a lépést, hogy egy esetleges győzelem esetén ne zavarják Hitlert és a nácikat. Brundage később dicsőítette a náci rezsimet egy, a Madison Square-en tartott gyűlésen.
A berlini olimpia után Brundage cége szerződést kapott a washingtoni Német Követség épületének kivitelezésére, a német hatóságok pedig levélben elismerésüket fejezték ki nácibarát gondolkodásáért. Brundage még 1971-ben is tartotta azon véleményét, miszerint: "A berlini játékok volt a legjobb a modern történelemben. Nem bocsátkozom vitába ezen tény felett".
Brundage ellenezte nők részvételét az olimpiákon, ragaszkodott azon véleményéhez, hogy ünnepélyes és dekoratív mivoltukat leszámítva nem lehet más szerepük. 1936-ban mondta: "Elegem van az atlétikai pályákon részt vevő nőkből..a sármjuk lezuhan valahová a nulla alá. Úszóként és műugróként a hölgyek olyan gyönyörűek és ügyesek, mint amennyire hatástalanok és kevésbé megnyerőek az atlétikapályán." A berlini olimpia idején egy olyan rendszer felállítása mellett érvelt, amely képes vizsgálni a női atléták nemiségét, miután a Time magazin egy korabeli száma cikket közölt a hermafroditákról. Ezt a kérést azután tette, hogy egy csehszlovák és egy angol atlétanőt megvizsgáltak, akik nemváltoztató műtéten estek át, és nevüket legálisan meg is változtatták. Nemi vizsgálat a sportban abban az időben még nem létezett, de később, Brundage elnöksége idején bevezették azt.

### A NOB elnökeként - A profizmus ellenzése
Brundage a NOB alelnöke lett 1942-ben az addigi elnök, Henri de Baillet-Latour halálát követően, 1952-ben a Helsinkiben tartott gyűlésen megválasztották Sigfrid Edström utódjává.
Brundage elnöksége alatt erősen ellenezte a professzionalizmus megjelenését az olimpiákon. Ezen véleménye fokozatosan, egyre kevésbé lett elfogadott mind a sportvilág, mind a NOB tagok által, és rendíthetetlen véleménye számos incidenshez vezetett. Hasonlóképpen vélekedett Jim Thorpe 1912-ben nyert aranyérmeinek visszaadásáról is (amikor kiderült, hogy Thorpe két éven át fizetett baseball-játékos volt, aranyérmeit visszakérte a NOB).
Ennek ellenére Brundage elfogadta a "félprofizmust" a keleti blokk sportolói részéről, akik papíron tanulóként, katonaként vagy egyéb civilként szerepeltek, de a valóságban az állam fizette őket, és teljes időben a felkészüléssel foglalkozhattak. Brundage azt mondta: "Ez az ő életmódjuk".
Thorpe halála után derült ki az, hogy a NOB-nak korábban éppen Brundage számolt be Thorpe profi múltjáról. Brundage visszavonulását követően az Amatőr Atlétikai Unió Thorpe státuszát amatőrre állította vissza, és 1982-ben a NOB hivatalosan bocsánatot kért, majd családja megkapta az érmeket.

#### A sport politizálódása
Brundage elutasított minden olyan dolgot, amitől a sport elpolitizálódhatott. Az 1968-as mexikói olimpián, két amerikai sprinter, Tommie Smith és John Carlos fekete kesztyűs kezüket ökölbe szorítva és a fejük fölé emelve álltak a díjátadó ceremónián, jelezvén támogatásukat a Black Power mozgalom felé. Brundage mindkét sportolót elküldte az olimpiai faluból és eltiltatta őket az amerikai olimpiai csapatban való szerepléstől. Érdekességképpen Brundage az 1936-os berlini olimpián nem tiltakozott a náci karlendítések ellen.

#### A müncheni túszdráma
Leginkább talán azon döntése miatt lehet Brundage-re emlékezni, mikor az olimpia folytatása mellett döntött a müncheni túszdrámát követően. A Fekete Szeptember nevű palesztin terrorszervezet 11 izraeli sportolót ejtett túszul, és a rendőri ellenakciók alatt mindannyian meghaltak. Míg néhányan kritizálták Brundage döntését, a legtöbben nem, és csak néhány sportoló lépett vissza a játékoktól. Az olimpiai játékok szeptember 5-én egy teljes napra fel lett függesztve, a következő napon pedig megemlékezést tartottak 80 ezer néző előtt háromezer sportoló részvételével, ahol Brundage is beszédet mondott.

#### Visszavonulás
Brundage az 1972-es olimpia után visszavonult, húszévnyi elnöklést követően, helyét Michael Morris, Killanin 3. bárója vette át. Brundage az egyetlen amerikai a NOB történetében, aki az elnöki posztot betöltötte.

## Magánélete
Avery Brundage első házasságát 40 éves korában kötötte, de időközben egy finn származású nőtől két gyermeke is született házasságon kívül, a születési anyakönyvi kivonatban viszont apaként nem engedte jelezni a nevét, mert azzal ártott volna karrierjének. Felesége halála után egy évvel, Brundage 85 éves korában feleségül vette a mindössze 36 éves Mariann Reuss-t, ám 2 évvel később a Garmisch-Partenkirchen-i kórházban egy megfázást követően szíve feladta a szolgálatot. Mivel sokáig Chicago-ban élt, ezért Brundage-ot a helyi Rosemary temetőben helyezték örök nyugalomra.
Végrendeletében Brundage havi 6000 dollár örökjáradékot hagyott feleségére, olimpiai emléktárgyait az Illinois-i egyetemre, hatalmas keleti műgyűjteményét San Francisco városára hagyta, két, házasságon kívül született gyermekét és édesanyjukat viszont kizárta a végrendeletéből.